# Buteo nitidus
El busardo gris meridional (Buteo nitidus), también conocido como aguilucho gris, gavilán gris, gavilán barrigrís o gavilán saraviado, es una especie de ave accipitriforme de la familia Accipitridae autóctona de la región neotropical, desde Centroamérica hasta el norte de la Argentina.

## Hábitat
Esta especie habita en bosques con árboles dispersos y bosques ribereños, algunas veces en regiones semiáridas. También en los amplios trechos de los bosques tropicales poco densos, xerofíticos o caducos. Muy rara vez se lo encuentra en bosques húmedos (en Colombia, en el Urabá).

## Descripción
Es pequeño y compacto, de color gris con manto finamente rayado, rabadilla blanca, ojos marrones oscuros, y cera (membrana que rodea la base del pico) y patas amarillas.

## Alimentación
Prefiere los lagartos y serpientes pequeñas en su dieta. Además, caza guacamayas pequeñas y otras aves, saltamontes, escarabajos y roedores.

## Subespecies
Se reconocen tres subespecies de Buteo nitidus:
- Buteo nitidus blakei - del sudoeste de Costa Rica al norte de Colombia y oeste de Ecuador.
- Buteo nitidus nitidus - del este de Colombia y Ecuador hasta las Guayanas y la Amazonia brasileña.
- Buteo nitidus pallidus - del sur-centro de Brasil al este de Bolivia, Paraguay y norte de Argentina.